# Болеслав Лешмян
Болѐслав Лѐшмян (на полски: Bolesław Leśmian) е полски поет и прозаик от еврейски произход, виден представител на литературата от междувоенното двадесетилетие, литературен критик.
Признат за най-новаторската, оригинална и крайна творческа индивидуалност на полската литература на XX в., в когото посмъртно хората виждат поетически гений, а докато е жив определят за епигона на Млада Полша. Създател на нов тип балада. От неговата фамилия произлиза термин, определящ специфична група неологизми – лешмянизми. Автор на приказки написани в проза и еротика, силно подчертани от екзистенциализма и от философията на Анри Бергсон.

## Биография
Болеслав Лешмян е роден на 22 януари 1877 г. във Варшава, в семейство на асимилирани евреи. Младостта си прекарва в Украйна. Под натиска на баща си завършва право в университета в Киев.
От 1901 г. пребивава във Варшава. След това предприема пътуване до Германия, а после до Франция.
Попада в кръга на модернизма и покрай своя познат Зенон Пшесмицки, започва сътрудничество със списанието „Chimera“. От 1911 г. е свързан с Артистичния театър във Варшава. От 1912 до 1914 г. пребивава във Франция.
През 1933 г. става член на Полската академия за литература. През 1935 г. заедно с жена си и двете си дъщери се местят във Варшава.
Умира на 5 ноември 1937 г. във Варшава. Погребан е на гробищния парк Повонзки.
През 2017 г., по случай 140-а годишнина от рождението на Лешмян, в Замошч е обявена Годината на Болеслав Лешмян. По този повод е организиран общополски лешмяновски конкурс, който бива спечелен от младите поети Давид Юнг и Павел Биен.

## Творчество
Макар че живота на Лешмян съвпада с междувоенното двадесетилетие, неговото творчество бяга от историческото влияние и се реализира по-скоро във философско-метафизичните и психологични измерения. Той черпи идеи от барока, романтизма, Млада Полша. Влиянието на романтизма е най-вече всичко това, което е мистично, духовно, паранормално; това, което е дълбоко свързано с природата и бог. Черпи вдъхновение от романтичните балади, използва ирония, парадокси, осъвременява баладата.
В своята поезия възкресява фантастичния свят. Като привърженик на Ницше, Лешмян изпитва антипатия към пасивните и обикновени хора. Идеалът за него е свободният човек на Ренесанса.
Често се обръща и към символизма. Употребата на символи призовава често философски идеи, заради което поезията на Лешмян се смята за философска поезия.
Бива недооценен от своето време, което го кара да се отдръпне от обществото, а дори да бъде агресивен спрямо него. Неговото раздразнение се изразява в нежеланието да върши обикновени, всекидневни, сиви неща. Затова бяга в света на поезията, което ражда серията Oddaleńcy. В тези стихове колективният лирически герой се превръща в глас на всички озлобени хора, които заради своята индивидуалност, различност, чувствителност не могат да се адаптират към стерилния живот.
Лешмян обаче не се спира на пълното отрицание – показва и един идеал на човека, наричан примитивен човек. Този човек притежава така желаните от Лешмян творчески черти. Неговият живот и мислене са детерминирани непосредствено от стихиите и метафизиката. Като дълбоко свързан с природата, интуитивно се вслушва в своето вътрешно аз. В тази концепция прозират идеите на Бергсон и Джамбатиста Вико.
Сънят у Лешмян е един от начините да съществува поетическия свят и начин той да бъде организиран, това е форма на контакт на лирическия герой със света.
Проблемът за Бога е опит на Лешмян да опре своята вяра на един от върховете на философския триъгълник: Природа-Бог-Човек. В творчеството му могат да бъдат разграничени два кръга: антропологичен и екзистенциален. Първият кръг е за търсенето на сходни черти между Бога и човека. А в екзистенциалния кръг разглежда преплитането на антропологията с теизма, противопоставя земното съществуване на метафизиката. Бог вече не е продължение на човека, а е в опозиция с него, отношенията между тях са пълни с трагизъм и несигурност. Поетът дарява природата с божествени черти – тя става всемогъща, властна, вечна. Пантеистичното схващане присъства в повечето творби, отнасящи се за природата.
Поезията на Лешмян смело може да бъде наречена апел за обич. Поетът се бори с Бог, разглежда екзистенциални въпроси, за да застане в крайна сметка на страната на любовта и еротиката.
Лешмяновската метафизика се свързва с фолклора – и именно с него се реализира въпросът за връщането към природата и първичността. За поета създаването на първичен, фолклорен микрокосмос се превръща в опит да представи размислите си на тема релацията природа-човек, единица-множество, изкуство-метафизика.
Стиховете на Лешмян са мелодични, той стриктно спазва правилата за силаботонична конструкция.
Създател е на много неологизми.
Издава 4 сборника със стихове – „Градина на кръстопът“ (1912), „Ливада“ (1920), „Сенчесто питие“ (1936) и „Горско деяние“ (1938). Обработва приказки – „Предания за Сезам“ (1913), „Приключенията на Синдбад Мореплавателя“ (1914). Превежда проза от Едгар По. Пише на полски и руски.
|  | Тази страница частично или изцяло представлява превод на страницата Bolesław Leśmian в Уикипедия на полски. Оригиналният текст, както и този превод, са защитени от Лиценза „Криейтив Комънс – Признание – Споделяне на споделеното“, а за съдържание, създадено преди юни 2009 година – от Лиценза за свободна документация на ГНУ. Прегледайте историята на редакциите на оригиналната страница, както и на преводната страница, за да видите списъка на съавторите. ВАЖНО: Този шаблон се отнася единствено до авторските права върху съдържанието на статията. Добавянето му не отменя изискването да се посочват конкретни източници на твърденията, които да бъдат благонадеждни. |